# Douzelage

Bandera de la Unió Europea.

El Douzelage és una associació de ciutats agermanades, cadascuna de les quals pertany a un dels estats de la Unió Europea.
El nom és una combinació de la paraula francesa "douze" per dotze i "jumelage" per agermanament i fou pensada per a una ciutat de cadascun dels dotze estats fundadors de la Unió Europea membres el 1991, quan fou signada la Carta Douzelage Charter a Granville, França.
Tot i que els membres de la UE i de l'organització han crescut, el nom Douzelage s'ha mantingut sense canvis.

## Objectius i organització
Els objectius de la Douzelage són promoure i fomentar l'esperit d'Europa i d'establir, entre d'altres, vincles d'educació, econòmics, turístics, esportius i culturals entre els pobles per a benefici mutu dels seus habitants 
Douzelage està presidit per un president i dos vicepresidents, tots elegits per un període de 3 anys. L'idioma oficial utilitzat és l'anglès, en part també el francès.
El moviment Douzelage va rebre el reconeixement europeu el 1993 quan fou premiat per la Comissió Europea amb l'«Estrella Daurada de l'Agermanament Arxivat 2005-10-13 a Wayback Machine.».

## Membres
Els dotze membres originals eren:
- Altea, País Valencià
- Bad Kötzting, Alemanya
- Bellagio, Itàlia
- Bundoran, República d'Irlanda
- Granville, França
- Holstebro, Dinamarca
- Houffalize (Valònia, Bèlgica)
- Meerssen, Països Baixos
- Niederanven, Luxemburg
- Préveza, Grècia
- Sesimbra, Portugal
- Sherborne, Regne Unit

Se li uniren més tard:
- Karkkila, Finlàndia - 1997
- Oxelösund, Suècia - 1998
- Judenburg, Àustria - 1999

En un primer pas cap a la futura expansió, en harmonia amb el procés de creixement de la Unió, se li uniren cinc noves ciutats
- Chojna, Polònia - 2004
- Kőszeg, Hongria - 2004
- Sigulda, Letònia - 2004
- Sušice, República Txeca - 2004
- Türi, Estònia - 2004

En un segon pas, dues ciutats més foren acceptades:
- Zvolen, Eslovàquia - 2007
- Prienai, Lituània - 2008

Des de 2009 es van afegir:
- Marsaskala, Malta - 2009
- Siret, Romania (2010)
- Agros, Xipre (2011)
- Škofja Loka, Eslovènia (2011)
- Tryavna, Bulgària (2011)
- Rovinj, Croàcia (2016)

Canvis posteriors
- Asikkala, Finlàndia (2016)
- Rokiškis, Lituània (2018)